# II-13
Die II-13 (bulgarisch Републикански път ІІ-13 Republikanski pat II-13, „Republikstraße II-13“) ist eine Hauptstraße (zweiter Ordnung) in Bulgarien.

## Verlauf
Die Straße beginnt an der Straße erster Ordnung I-1 (Europastraße 79) südöstlich der Stadt Montana (bulgarisch Монтана) im Dorf Kraptschene (bulgarisch Крапчене) und führt in generell östlicher Richtung durch die Donautiefebene nach Kriwodol (bulgarisch Криводол). Von dort führt sie weiter über Borowan (bulgarisch Борован), wo sie die Straße II-15 kreuzt, Bjala Slatina (bulgarisch Бяла Слатина) mit Querung des Flusses Skăt nach Knescha (bulgarisch Кнежа). Weiter östlich wird der Fluss Iskar überquert und die Straße führt durch die Kleinstadt Iskar (Искър) nach Dolni Dabnik (bulgarisch Долни Дъбник), wo sie an der diesen Ort umgehenden Straße I 3 (Europastraße 83) endet.